# 光滑岩黄耆
光滑岩黄耆（学名：Hedysarum splendens）为豆科岩黄耆属下的一个种。

## 扩展阅读
維基物種上的相關：光滑岩黄耆